# FreakAngels
FreakAngels è un webcomic di fantascienza post-apocalittica creato e sceneggiato nel 2008 dal fumettista britannico Warren Ellis e disegnato da Paul Duffield. 
La storia segue le vicende di dodici sensitivi di 23 anni che vivono nel quartiere londinese di Whitechapel sei anni dopo la distruzione della civiltà in Gran Bretagna. L'opera ha ricevuto diversi premi ed è stata pubblicata anche in edizione cartacea in una serie di sei volumi.
Il fumetto è stato adattato in una serie animata nel gennaio 2022, prodotta e trasmessa dalla piattaforma Crunchyroll.

## Storia editoriale
Warren Ellis annunciò il progetto al Comic-Con di San Diego del 2007 dichiarando: "Ho scritto duecento pagine e non ho ancora idea di cosa si tratti… è retro-punk, è steampunk ambientato nel prossimo futuro". Il fumetto sarebbe stato disegnato da Paul Duffield e prevedeva la pubblicazione sul web di cinque pagine ogni settimana che i lettori avrebbero potuto leggere gratuitamente.
La storia è nata dalla domanda di Ellis su cosa sarebbe successo se i I figli dell'invasione del romanzo di John Wyndham fossero sopravvissuti e fossero diventati "ventenni insoddisfatti".
La serie è stata pubblicata anche in cartaceo, in una serie di sei volumi dalla casa editrice statunitense Avatar Press usciti dal febbraio 2008 all'agosto 2011.
In Italia la serie è stata pubblicata dalla casa editrice Edizioni BD in sei volumi usciti dal maggio 2010 al settembre 2012.

## Premi
FreakAngels ha vinto l'Eagle Award nel 2010 per la categoria Favourite Web-Based Comic e nel 2012 per la categoria Favourite Web Comic; sempre nel 2010 è stato candidato al British Fantasy Award per la categoria Best Comic/Graphic Novel.